# Зона военных действий
«Зо́на вое́нных де́йствий» (англ. The War Zone) — британский драматический фильм 1999 года режиссёра Тима Рота по одноимённому роману Александра Стюарта.
Главные роли исполнили: Рэй Уинстон, Тильда Суинтон, Лара Белмонт и Фредди Канлифф.

## Сюжет
Том (Фредди Канлифф) — подросток, обезумевший из-за переезда его семьи из Лондона в деревню Девон, где он тоскует без своих старых друзей. Он начинает раскрывать тайну сексуальных отношений между его восемнадцатилетней сестрой, Джесси (Лара Белмонт), и их отцом (Рэй Уинстон). Напряжённость между Томом и Джесси усиливается, поскольку он показывает, что знает об их отношениях. Том обвиняет отца, но тот его избивает. После того, как Том рассказывает тайну матери (Тильда Суинтон), которая только что родила дочь, она ругается с мужем по телефону из больницы. Наконец, Том и Джесси наносят удар и убивают отца в его спальне. Они отступают к бункеру на склоне, обезумевшие и травмированные. Джесси спрашивает: «Что мы теперь будем делать?», понимая, что они с этих пор будут сами по себе.

## В ролях
- Рэй Уинстон — отец
- Лара Белмонт — Джесси
- Фредди Канлифф — Том
- Тильда Суинтон — мама
- Колин Фаррелл — Ник
- Эйслинг О'Салливан — Кэрол
- Кейт Эшфилд — Люси
- Меган Торп — Крошка Элис
- Аннабель Эпсион — медсестра
- Ким Уолл — бармен

## Награды и номинации
- 1999 — приз C.I.C.A.E. Award Берлинского кинофестиваля (Тим Рот)
- 1999 — Премия британского независимого кино лучшему дебютанту (Лара Белмонт), а также ещё 4 номинации: лучший британский фильм, лучший режиссёр (Тим Рот), лучший актёр (Рэй Уинстон), лучшая актриса (Лара Белмонт)
- 1999 — премия European Film Awards за европейское открытие года (Тим Рот), а также две номинации: лучший актёр (Рэй Уинстон), лучший фильм (Сара Рэдклифф, Дикси Линдер)
- 1999 — приз за лучший новый британский фильм на Эдинбургском кинофестивале (Тим Рот)
- 1999 — приз за лучшую первую работу на кинофестивале Festróia в Сетубале (Тим Рот)
- 1999 — приз «Серебряный шип» на кинофестивале в Вальядолиде (Тим Рот)
- 2000 — номинация на премию «Бодил» за лучший неамериканский фильм (Тим Рот)
- 2001 — номинация на премию «Независимый дух» за лучший зарубежный фильм (Тим Рот)

## Критика
Фильм получил в основном положительные отзывы. 
На сайте Rotten Tomatoes картина имеет рейтинг 84% на основании на 31 рецензии критиков со средней оценкой 7,4 из 10. Критический консенсус сайта гласит: «Дебют режиссёра Тима Рота находит моменты красоты в рассказ о полном ужасе — и он отмечает себя как талантливое наблюдение со стороны камеры». 
На сайте Metacritic фильм получил 68 баллов из 100, основываясь на 21 отзыве, что указывает на «в целом благоприятные отзывы».
Роджер Эберт из Chicago Sun-Times дал фильму четыре из четырех звезд и написал: «Неудивительно, что «Зона военных действий» воздействует на зрителей гораздо сильнее, чем просто рассказ о морали. Речь идет не просто о зле инцеста, а о его динамике, о том, как он играет на вине и стыде и обращается к старым и тайным ранам... Рот — один из лучших актеров, работающих сейчас, и с этим фильмом он показывает себя режиссером удивительных вещей... Рот и его актеры, а также сценарий Стюарта, понимают этих людей и их ситуацию до последнего нюанса и готовы предоставить молчание, время и визуальные эффекты, чтобы показать, какой диалог может привести к удешевлению. Немногие фильмы приводят вас в тупик печали и сочувствия. Этот так делает».